# Verfassunggebende Versammlung Boliviens
Die Verfassunggebende Versammlung Boliviens (spanisch Asamblea Constituyente) war ein demokratisches Instrument der direkten Bürgerbeteiligung in Bolivien. Ihr einziges Ziel war die Erarbeitung der aktuellen Verfassung des Landes. Rechtsgrundlage waren Art. 2, 4 und 232 der damaligen Verfassung sowie das auf dieser Grundlage erlassene Ley Especial de Convocatoria a la Asamblea Constituyente („Gesetz zur Einberufung der Verfassunggebenden Versammlung“). Die Asamblea Constituyente nahm am 6. August 2006 ihre Arbeit auf.

## Geschichtlicher Abriss
Nach der Rückkehr Boliviens zur Demokratie 1982 gab es erste Bestrebungen zur Revision der Verfassung 1990, als die Indigenen aus dem Tiefland ihren Marsch Por la dignidad, la tierra y el territorio ("Für Würde, Boden und Land") organisierten. Die Verfassungsreform 1994 erkannte schließlich den multikulturellen und multiethnischen Charakter des Landes an, ohne die Situation der Indigenen wesentlich zu verbessern. Ab dem Jahr 2000 gewannen die Proteste zunehmend an Stärke und Einfluss. 2002 wurde der Marsch wiederholt, diesmal unter Beteiligung der Indigenen aus dem Hochland und dem Ruf nach einer neuen Verfassung. 
Der damalige Präsident Gonzalo Sánchez de Lozada versuchte die Proteste 2003 damit zu besänftigen, dass er die Revision der Verfassung durch eine Verfassunggebende Versammlung versprach. Der Vorschlag rettete seine Regierung allerdings nicht mehr. Er trat im Herbst zurück und machte Platz für die Übergangsregierung unter Carlos Mesa. Nachdem der Verfassungsgerichtshof die Möglichkeit einer neuen Verfassunggebenden Versammlung als unvereinbar mit der damaligen Verfassung befunden hatte, schuf Mesa mit Hilfe des Ley Especial de Reforma Constitutional 2004 ("Sondergesetz zur Verfassungsreform [von] 2004") diese Möglichkeit durch die Neugestaltung von Art. 4 und 232 der Verfassung. 
Die im Dezember 2005 gewählte Regierung unter Evo Morales nutzte die neuen Verfassungsartikel und verabschiedete am 4. März 2006 einstimmig im Kongress das Ley Especial de Convocatoria a la Asamblea Constituyente ("Sondergesetz zur Einberufung der Verfassunggebenden Versammlung").

## Ablauf
Die Wahl der 255 Abgeordneten (Diputados) fand am 2. Juli 2006 statt, die Versammlung nahm am 6. August (der bolivianische Nationalfeiertag zur Unabhängigkeit von Spanien 1825) ihre Arbeit auf. Die Diputados wurden während der Zeit der Asamblea wie Parlamentsabgeordnete bezahlt und genossen parlamentarische Immunität.
210 Abgeordnete wurden in den 70 Wahlkreisen gewählt. Dabei erhielt die im Wahlkreis stärkste Liste jeweils 2 Sitze, die zweitstärkste einen Sitz. 45 Abgeordnete wurden in den 9 Departamentos bestimmt. Die stärkste Liste erhielt dabei 2 Sitze, die zweitstärkste einen, die dritt- und viertstärkste ebenfalls einen. Soweit die dritt- oder viertstärkste Liste keine 5 % der Stimmen erreichten, erhielten sie keinen Sitz, dieser wurde entsprechend dem Ergebnis an die anderen Listen verteilt. Aufgrund der Verteilung der Wahlkreise ergab sich folgende regionale Verteilung der Abgeordneten: Departamento La Paz 50 Deputierte, Departamento Santa Cruz 44, Departamento Cochabamba 35, Departamento Potosí 29, Departamento Chuquisaca 23, Departamento Oruro 20, Departamento Tarija 20, Departamento Beni 20 und Departamento Pando 14.
Im Ergebnis erhielt die linksgerichtete Partei MAS (Movimiento al Socialismo) des Präsidenten Evo Morales mit 154 Abgeordneten die absolute Mehrheit, sie verfehlte jedoch die 2/3-Mehrheit.
Für die Ausarbeitung der Verfassung durch die Asamblea Constituyente waren 6 Monate bis 1 Jahr geplant. Die neue Verfassung musste mit 2/3-Mehrheit verabschiedet werden, so dass die regierende MAS sich mit anderen politischen Parteien einigen musste und ihre Vorstellungen nicht alleine umsetzen konnte. Nachdem sich die Asamblea auf einen Entwurf geeinigt hatte, musste dieser von der Bevölkerung in einem Verfassungsreferendum bestätigt werden, um in Kraft zu treten. Nötig war dazu die absolute Mehrheit der registrierten Wähler. Wäre diese verfehlt worden, wäre die alte Verfassung in Kraft geblieben. Der wegen innenpolitischer Spannungen und gewaltsamer Konfrontationen nach langen Verzögerungen zustande gekommene Verfassungsentwurf wurde am 25. Januar 2009 mit deutlicher Mehrheit vom Bolivianischen Volk angenommen.

## Autonomiereferendum
Die neue Verfassung sollte auch ein Autonomiestatut für die Departamentos enthalten. Dazu wurde am 2. Juli 2006 gleichzeitig mit der Wahl der Abgeordneten zur Asamblea Constituyente ein Referendum abgehalten, in dem die einzelnen Departamentos bestimmten, ob sie unter dieses Autonomiestatut fallen wollten. Erforderlich war die einfache Mehrheit der abgegebenen Stimmen. Nach langem Streit hatten sich die Parteien darauf geeinigt, dass die Entscheidung für die Asamblea Constituyente bindend sein würde. Rechtsgrundlage war das Ley de Convocatoria Nacional al Reférendum para las Autonomías Departemantales ("Gesetz über die Einberufung eines nationalen Referendums über die Autonomie der Departamentos") nach Art. 4 der alten Verfassung. In den vier im östlichen Tiefland gelegenen Departamentos Beni, Pando, Santa Cruz und Tarija (Media Luna) stimmte die Mehrheit für die Autonomie, in den anderen fünf Departamentos im westlichen Hochland (Cochabamba, Chuquisaca, Oruro, La Paz und Potosí) stimmte die Mehrheit gegen die Autonomie und für die Beibehaltung eines zentralistischen Staats.